# Giphy
Giphy — онлайн-база данных и поисковая система, которая позволяет пользователям искать и делиться анимированными файлами GIF.

## История
Giphy был основан Алексом Чунгом и Джейсом Куком в феврале 2013 года. Идея для бизнеса пришла, когда пара завтракала, размышляя о растущей тенденции чисто визуальной коммуникации.
Когда Чанг и Кук впервые запустили Giphy, сайт функционировал исключительно как поисковая система для GIF.
В августе 2013 года Giphy расширился за рамки поисковой системы, чтобы пользователи могли публиковать, вставлять и делиться GIF на Facebook.
Согласно сообщению журнала PC Magazine, Giphy был в рейтинге Топ-100 сайтов 2013 года.
Три месяца спустя Giphy интегрировался с Twitter, чтобы позволить пользователям делиться GIF-файлами, просто используя URL-адрес GIF.
В мае 2014 года Giphy собрал 2,4 миллиона долларов в раунде финансирования серии A от инвесторов, включая Quire, CAA Ventures, RRE Ventures, Lerer Hippeau Ventures и Betaworks.
В январе 2015 года Giphy получил еще 17 миллионов долларов в раунде финансирования серии B под руководством Lightspeed Venture Partners с участием General Catalyst и бывших инвесторов. Кроме того, Giphy поднял большую часть раунда серии B через платформ Alphbackorks по обратному обращению.
В марте 2015 года Giphy приобрела Nutmeg, службу обмена сообщениями GIF, как один из первых шагов компании к мобильной индустрии.  Это совпало с запуском собственной платформы разработки Facebook Messenger, в которой Giphy присоединился к нескольким эксклюзивным приложениям в своем дебюте.
В августе 2015 года Giphy запустила второе мобильное приложение GIPHY Cam, которое позволяет пользователям создавать и делиться GIF в социальной сети.
В марте 2016 года Giphy начал сотрудничать с компанией Viber, и вставил поиск гифо.
15 мая 2020 года сервис был куплен компанией Facebook, Inc. Facebook, Inc. купил сервис Giphy за 400 миллионов долларов.
В ноябре 2021 года британское Управление по конкуренции и рынкам (CMA) потребовало от компании Meta (бывший Facebook) продать сервис Giphy. Как заявили в CMA, Meta купила Giphy, чтобы избавиться от потенциального конкурента на рынке рекламы. Также, благодаря контролю над GIF-файлами влияние Meta на другие соцсети значительно увеличилось. 
18 октября 2022 британское Управление по конкуренции и рынкам (CMA) во второй раз потребовало от компании Meta продать сервис Giphy. По мнению регулятора, владение Giphy корпорацией Meta ограничивает конкуренцию ещё и на британском рынке онлайн-рекламы, на котором принадлежащая Meta соцсеть Facebook является одной из крупнейших в стране площадок. Meta выразила сожаление в связи с окончательным решением регулятора в отношении Giphy, но согласилась исполнить его. 
23 мая 2023 компания Shutterstock объявила о покупке сервиса Giphy у компании Meta. Сумма сделки составила 53 миллиона долларов, что в семь с половиной раз меньше, чем Meta потратила в 2020 году на покупку Giphy.   